# Jacek Malczewski

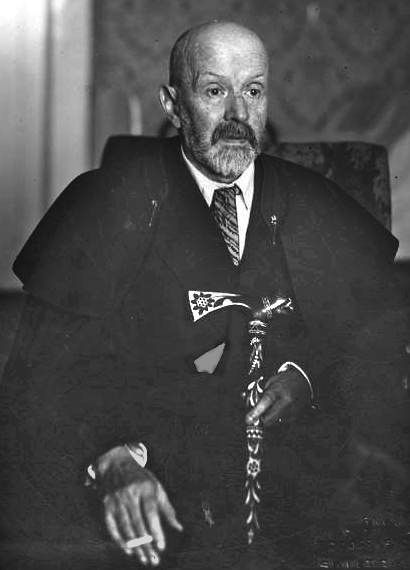
Jacek Malczewski.

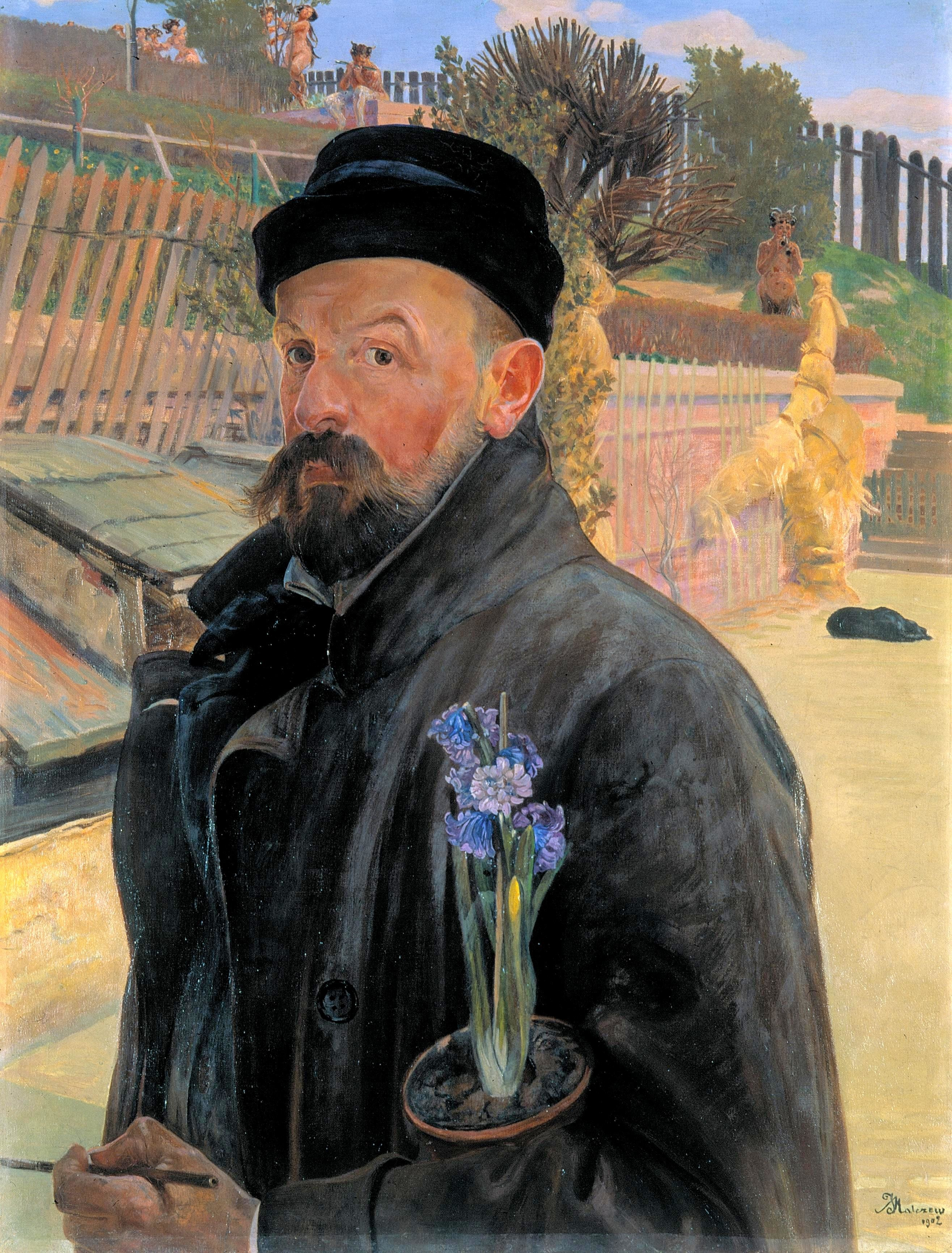
Autorretrato con jacintos (1902), Museo Nacional, Poznań.

Jacek Malczewski (Radom, 15 de julio de 1854 - Cracovia, 8 de octubre de 1929) fue un pintor polaco, uno de los principales representantes del movimiento artístico conocido como la Joven Polonia.

## Biografía
Nació en el seno de una familia noble arruinada. Recibió sus primeras clases de sus propios padres, quienes a los trece años lo enviaron a vivir con un tío suyo, que tenía una propiedad rural. En 1871 se traslada a Cracovia, donde estudia en el liceo y asiste como oyente a los cursos de la escuela de Bellas Artes (más tarde Academia de Bellas Artes). El director de la escuela, Jan Matejko, se percató del talento del joven y le animó a consagrarse a las artes plásticas y a terminar sus estudios en la Escuela de Bellas Artes de París. En 1896, Malczewski regresó a Cracovia, donde trabajó como profesor en Bellas Artes durante los periodos de 1896 a 1900 y de 1912 a 1921. En 1897 se adhirió a la confraternidad de artistas de Cracovia “Sztuka”.

## Obra

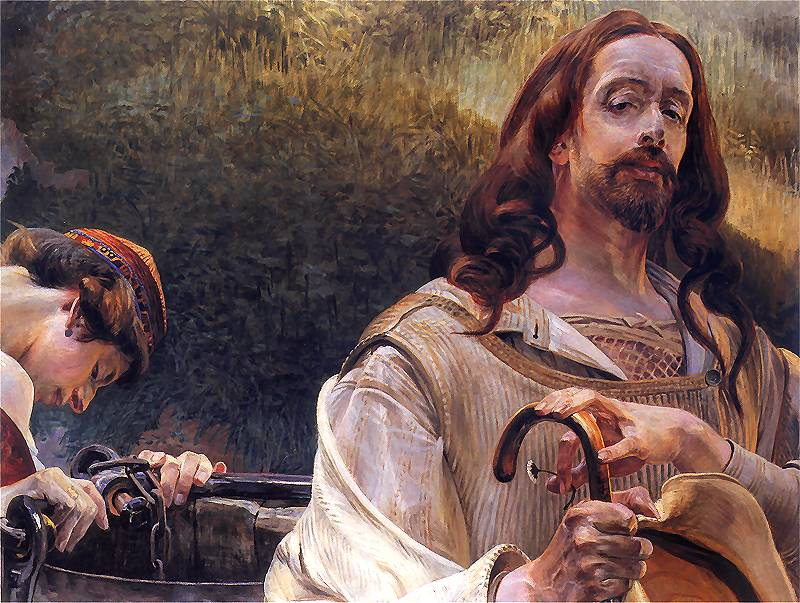
Cristo y la samaritana (1911), Colección privada.

Desde el principio de su carrera, Malczewski pintó escenas campesinas y cuadros históricos, religiosos y alegóricos, con un espíritu romántico. Su paleta muestra la influencia de Artur Grottger. A partir de 1890 se interesa por el Simbolismo. Algunas de sus obras más notables son:
- La muerte de Helena (Śmierć Ellenai, 1883, Museo Nacional de Cracovia),
- Vigilia en Siberia (Wigilia na Syberii, 1892, Museo Nacional de Cracovia),
- Melancolía (Melancholia, 1890-94, Museo Nacional de Poznań),
- El círculo del diablo (Błędne koło, 1895-97, Museo Nacional de Poznań),
- Hamlet polaco. Retrato de Aleksander Wielopolski (Hamlet polski. Portret Aleksandra Wielopolskiego, 1903, Museo Nacional de Varsovia),
- El pozo envenenado (Zatruta studnia 1905-1906, Museo Nacional de Poznań. Parte del ciclo de pinturas campesinas).
- También realizó numerosos autorretratos.

Visitó y residió en varios países extranjeros (Francia, Alemania, Austria, Italia, Grecia y Turquía), pero siempre permaneció fiel al paisaje, el estilo y los temas polacos.